# Dangerous Woman Tour
Tournées par Ariana Grande
The Honeymoon Tour
(2015) Sweetener World Tour
(2019)
Dangerous Woman Tour est la deuxième tournée internationale de la chanteuse Ariana Grande. Elle a débuté le 3 février 2017 à Phoenix, aux États-Unis, traversera tout le pays ainsi que le Canada. Elle continuera cette série de concerts en Europe en mai et juin 2017 où elle fera deux dates en France (Paris et Lyon).
Le 22 mai 2017, après que la chanteuse se soit produite à Manchester au Royaume-Uni, dans l'enceinte de la Manchester Arena, un attentat terroriste, revendiqué par l'organisation État islamique, fait 22 morts et une soixantaine de blessés. La chanteuse, sous le choc, décide de suspendre la tournée jusqu'au 5 juin 2017 en Suisse, en accord avec la production.
Par la suite, Ariana Grande décide d'organiser, le 4 juin 2017 dans la même ville où eut lieu l'attentat, à Manchester, un concert caritatif en hommage aux victimes et aux familles des victimes de cet attentat, intitulé One Love Manchester. L'intégralité des bénéfices leur sera reversé.
Elle décide de reprendre sa tournée en Europe le 7 juin dans l’enceinte de l’AccorHotels Arena à Paris. Une mini-série télévisée documentaire intitulée Dangerous Woman Diaries et suivant les coulisses de la tournée, a été diffusée en 2018 sur le service YouTube Premium.

## Setlist
Après l'interprétation de Thinking Bout You, la chanson suivante change en fonction des dates.
À partir du 7 juin, Somewhere Over the Rainbow est officiellement ajoutée à la setlist pour rendre hommage aux victimes de l'attentat du 22 mai 2017 dans la Manchester Arena à Manchester au Royaume-Uni.
- Compte à rebours de 10 min
- Be Alright
- Everyday
- Bad Decisions
- Let Me Love You
- Baby Loves (interlude)
- Knew Better (partie 2)
- Forever Boy
- One Last Time
- Touch It
- Leave Me Lonely
- Female (interlude)
- Side to Side
- Bang Bang
- Greedy
- Focus (à partir du 8 mai 2017)
- I Don't Care
- Interlude musical (outroduction d'I Don't Care)
- Moonlight
- Love Me Harder
- Break Free
- Sometimes
- Thinking Bout You
- Chanson interchangeable (du 3 février au 7 juin 2017)
- Somewhere Over the Rainbow (à partir du 7 juin 2017)
- Problem
- Into You
- Dangerous Woman

## Dates de la tournée
| Date              | Ville               | Pays             | Venue                                | Première partie                | Attendance                | Revenue          |
| Amérique du Nord  | Amérique du Nord    | Amérique du Nord | Amérique du Nord                     | Amérique du Nord               | Amérique du Nord          | Amérique du Nord |
| ----------------- | ------------------- | ---------------- | ------------------------------------ | ------------------------------ | ------------------------- | ---------------- |
| 3 février 2017    | Phoenix             | États-Unis       | Talking Stick Resort Arena           | Victoria Monet & Little Mix    | 11,489 / 12,739           | 737 148 $        |
| 4 février 2017    | Las Vegas           | États-Unis       | MGM Grand Garden Arena               | Victoria Monet & Little Mix    | 9,437 / 10,787            | $845,275         |
| 7 février 2017    | Omaha               | États-Unis       | CenturyLink Center Omaha             | Victoria Monet & Little Mix    | N/A                       | N/A              |
| 9 février 2017    | Tulsa               | États-Unis       | BOK Center                           | Victoria Monet & Little Mix    | N/A                       | N/A              |
| 14 février 2017   | Nashville           | États-Unis       | Bridgestone Arena                    | Victoria Monet & Little Mix    | 11,472 / 11,472           | $614,544         |
| 17 février 2017   | Uncasville          | États-Unis       | Mohegan Sun Arena                    | Victoria Monet & Little Mix    | 6,301 / 6,301             | $696,265         |
| 19 février 2017   | Manchester          | États-Unis       | SNHU Arena                           | Victoria Monet & BIA           | N/A                       | N/A              |
| 21 février 2017   | Buffalo             | États-Unis       | KeyBank Center                       | Victoria Monet & BIA           | 8,646 / 13,693            | $577,237         |
| 23 février 2017   | New York            | États-Unis       | Madison Square Garden                | Victoria Monet & Little Mix    | 26,635 / 26,635           | $2,923,027       |
| 24 février 2017   | New York            | États-Unis       | Madison Square Garden                | Victoria Monet & Little Mix    | 26,635 / 26,635           | $2,923,027       |
| 26 février 2017   | Cleveland           | États-Unis       | Quicken Loans Arena                  | Victoria Monet & Little Mix    | 8,685 / 14,011            | $569,214         |
| 27 février 2017   | Washington          | États-Unis       | Verizon Center                       | Victoria Monet & Little Mix    | 10,073 / 13,578           | $961,756         |
| 1er mars 2017     | Philadelphia        | États-Unis       | Wells Fargo Center                   | Victoria Monet & Little Mix    | 11,657 / 14,079           | $909,258         |
| 3 mars 2017       | Boston              | États-Unis       | TD Garden                            | Victoria Monet & Little Mix    | 12,349 / 12,944           | $1,105,421       |
| 5 mars 2017       | Toronto             | Canada           | Air Canada Centre                    | Victoria Monet & Little Mix    | 14,503 /14,503            | $1,036,610       |
| 6 mars 2017       | Montréal            | Canada           | Bell Centre                          | Victoria Monet & Little Mix    | 13,287 / 13,287           | $842,563         |
| 9 mars 2017       | Columbus            | États-Unis       | Nationwide Arena                     | Victoria Monet & Little Mix    | 10,069 / 14,414           | $611,976         |
| 11 mars 2017      | Indianapolis        | États-Unis       | Bankers Life Fieldhouse              | Victoria Monet & BIA           | 10,952 / 13,020           | $635,956         |
| 12 mars 2017      | Auburn Hills        | États-Unis       | The Palace of Auburn Hills           | Victoria Monet & Little Mix    | 12,043 / 12,437           | $829,626         |
| 14 mars 2017      | Chicago             | États-Unis       | United Center                        | Victoria Monet & Little Mix    | 12,342 / 13,584           | $989,255         |
| 16 mars 2017      | Saint Paul          | États-Unis       | Xcel Energy Center                   | Victoria Monet & Little Mix    | 8,373 / 14,736            | $549,262         |
| 18 mars 2017      | Kansas City         | États-Unis       | Sprint Center                        | Victoria Monet & Little Mix    | 10,591 / 13,382           | $650,414         |
| 21 mars 2017      | Salt Lake City      | États-Unis       | Vivint Smart Home Arena              | Victoria Monet & Little Mix    | 10,291 / 20,840           | $584,595         |
| 23 mars 2017      | Seattle             | États-Unis       | KeyArena                             | Victoria Monet & Little Mix    | 11,540 / 11,783           | $802,916         |
| 24 mars 2017      | Vancouver           | Canada           | Rogers Arena                         | Victoria Monet & Little Mix    | 13,213 / 13,213           | $951,207         |
| 26 mars 2017      | Sacramento          | États-Unis       | Golden 1 Center                      | Victoria Monet & Little Mix    | 12,376 / 12,776           | $908,963         |
| 27 mars 2017      | San Jose            | États-Unis       | SAP Center                           | Victoria Monet & Little Mix    | 12,113 / 12,642           | $1,092,023       |
| 30 mars 2017      | Anaheim             | États-Unis       | Honda Center                         | Victoria Monet & Little Mix    | 11,547 / 11,547           | $1,042,336       |
| 31 mars 2017      | Inglewood           | États-Unis       | The Forum                            | Victoria Monet & Little Mix    | 12,054 / 12,874           | $1,047,815       |
| 3 avril 2017      | Denver              | États-Unis       | Pepsi Center                         | Victoria Monet & Little Mix    | 10,278 /13,172            | $676,163         |
| 6 avril 2017      | San Antonio         | États-Unis       | AT&T Center                          | Victoria Monet & Little Mix    | 11,051 /12,960            | $720,344         |
| 8 avril 2017      | Houston             | États-Unis       | Toyota Center                        | Victoria Monet & Little Mix    | 10,324 /11,548            | $901,670         |
| 9 avril 2017      | Dallas              | États-Unis       | American Airlines Center             | Victoria Monet & Little Mix    | 12,460 / 13,204           | $957,931         |
| 11 avril 2017     | La Nouvelle-Orléans | États-Unis       | Smoothie King Center                 | Victoria Monet & Little Mix    | 7,574 /12,580             | $507,455         |
| 12 avril 2017     | Atlanta             | États-Unis       | Philips Arena                        | Victoria Monet & Little Mix    | 10,987 / 11,285           | $780,827         |
| 14 avril 2017     | Miami               | États-Unis       | American Airlines Arena              | Victoria Monet & Little Mix    | 12,019 /12,673            | $964,439         |
| 15 avril 2017     | Orlando             | États-Unis       | Amway Center                         | Victoria Monet & Little Mix    | 12,226 /12,574            | $946,615         |
| Europe            |                     |                  |                                      |                                |                           |                  |
| 8 mai 2017        | Stockholm           | Suède            | Friends Arena                        | Victoria Monet & BIA           | 14,106 /14,106            | $8,798,780       |
| 10 mai 2017       | Oslo                | Norvège          | Telenor Arena                        | Victoria Monet & BIA           | 12,129 /12,412            | $752,062         |
| 12 mai 2017       | Herning             | Danemark         | Jyske Bank Boxen                     | Victoria Monet & BIA           | 9,111 /14,578             | $655,222         |
| 14 mai 2017       | Amsterdam           | Pays-Bas         | Ziggo Dome                           | Victoria Monet & BIA           | 31,801 /31,815            | $1,638,610       |
| 16 mai 2017       | Amsterdam           | Pays-Bas         | Ziggo Dome                           | Victoria Monet & BIA           | 31,801 /31,815            | $1,638,610       |
| 18 mai 2017       | Birmingham          | Royaume-Uni      | Genting Arena                        | Victoria Monet & BIA           | 11,554 /12,036            | $738,618         |
| 20 mai 2017       | Dublin              | Irlande          | 3Arena                               | Victoria Monet & BIA           | 12,595 /12,804            | $792,166         |
| 22 mai 2017       | Manchester          | Royaume-Uni      | Manchester Arena                     | Victoria Monet & BIA           | 14.158 / 14.218           | $883.825         |
| 4 juin 2017       | Manchester          | Royaume-Uni      | One Love Manchester                  | N/A                            |                           |                  |
| 7 juin 2017       | Paris               | France           | AccorHotels Arena                    | Victoria Monet                 | 15,121 /15,442            | $1,020,450       |
| 9 juin 2017       | Lyon                | France           | Halle Tony-Garnier                   | Victoria Monet                 | 9,551 /9,833              | $518,788         |
| 11 juin 2017      | Lisbonne            | Portugal         | MEO Arena                            | Victoria Monet                 | 13,573 /16,239            | $755,290         |
| 13 juin 2017      | Barcelone           | Espagne          | Palau Sant Jordi                     | Victoria Monet                 | 11,483 /16,273            | $917,766         |
| 15 juin 2017      | Rome                | Italie           | PalaLottomatica                      | Victoria Monet                 | 7,287 /7,558              | $362,100         |
| 17 juin 2017      | Turin               | Italie           | Pala Alpitour                        | Victoria Monet                 | 11,211 /11,249            | $740,175         |
| Amérique du Sud   |                     |                  |                                      |                                |                           |                  |
| 29 juin 2017      | Rio de Janeiro      | Brésil           | HSBC Arena                           | Sabrina Carpenter              | 10.337 / 12.370           | $731.303         |
| 1er juillet 2017  | São Paulo           | Brésil           | Allianz Parque                       | Sabrina Carpenter              | 24.717 / 27.300           | $1.605.750       |
| 3 juillet 2017    | Santiago            | Chili            | Movistar Arena                       | Victoria Monét                 | 9,100 /9,442              | $994,977         |
| 5 juillet 2017    | Buenos Aires        | Argentine        | DirecTV Arena                        | Oriana Sabatini Victoria Monét | 8,623 /8,727              | $764,260         |
| 9 juillet 2017    | Alajuela            | Costa Rica       | Parque Viva                          | CNCO Victoria Monét            | 11,141 /11,141            | $776,744         |
| 12 juillet 2017   | Mexico              | Mexique          | Palacio de los Deportes              | Victoria Monét                 | 36,284 /40,278            | $2,078,842       |
| 13 juillet 2017   | Mexico              | Mexique          | Palacio de los Deportes              | Victoria Monét                 | 36,284 /40,278            | $2,078,842       |
| Asie              |                     |                  |                                      |                                |                           |                  |
| 10 août 2017      | Tokyo               | Japon            | Makuhari Messe                       | N/A                            | 52,035 /59,817            | $6,525,600       |
| 12 août 2017      | Tokyo               | Japon            | Makuhari Messe                       | N/A                            | 52,035 /59,817            | $6,525,600       |
| 13 août 2017      | Tokyo               | Japon            | Makuhari Messe                       | N/A                            | 52,035 /59,817            | $6,525,600       |
| 15 août 2017      | Séoul               | Corée du Sud     | Gocheok Dome                         | N/A                            | 19,422 /20,008            | $1,876,580       |
| 17 août 2017      | Bangkok             | Thaïlande        | IMPACT Arena                         | N/A                            | 9,308 /9,694              | $1,283,740       |
| 21 août 2017      | Manille             | Philippines      | Mall of Asia Arena                   | N/A                            | 9,607 /10,400             | $1,199,770       |
| 26 août 2017      | Pékin               | Chine            | LeSports Center                      | N/A                            | 7,997 /8,023              | $1,099,220       |
| 28 août 2017      | Shanghai            | Chine            | Mercedes-Benz Arena                  | N/A                            | 11,225 /11,225            | $1,391,210       |
| 30 août 2017      | Canton              | Chine            | Guangzhou International Sports Arena | N/A                            | 10,287 /10,792            | $1,247,490       |
| Océanie,          |                     |                  |                                      |                                |                           |                  |
| 2 septembre 2017  | Auckland            | Nouvelle-Zélande | Spark Arena                          | N/A                            | 10,606 /11,593            | $954,738         |
| 4 septembre 2017  | Melbourne           | Australie        | Rod Laver Arena                      | N/A                            | 23,809 /24,694            | $2,420,480       |
| 5 septembre 2017  | Melbourne           | Australie        | Rod Laver Arena                      | N/A                            | 23,809 /24,694            | $2,420,480       |
| 8 septembre 2017  | Sydney              | Australie        | ICC Sydney Theatre                   | N/A                            | 16,505 /16,580            | $1,625,830       |
| 9 septembre 2017  | Sydney              | Australie        | ICC Sydney Theatre                   | N/A                            | 16,505 /16,580            | $1,625,830       |
| 12 septembre 2017 | Brisbane            | Australie        | Brisbane Entertainment Centre        | N/A                            | 10,604 /10,604            | $1,038,680       |
| Asie              |                     |                  |                                      |                                |                           |                  |
| 16 septembre 2017 | Singapour           | Singapour        | Marina Bay Street Circuit            | N/A                            | N/A                       | N/A              |
| 19 septembre 2017 | Taipei              | Taïwan           | Taipei Arena                         | N/A                            | 11,570 /12,673            | $1,375,330       |
| 21 septembre 2017 | Hong Kong           | Hong Kong        | AsiaWorld-Arena                      | N/A                            | 7,740 /8,796              | $1,006,410       |
| Total             | Total               | Total            | Total                                | Total                          | 843,554 / 954,593 (88,4%) | $69,737,593      |

| Concerts annulés        | Concerts annulés  | Concerts annulés | Concerts annulés   | Concerts annulés                   |
| Date                    | Ville             | Pays             | Salle              | Cause                              |
| ----------------------- | ----------------- | ---------------- | ------------------ | ---------------------------------- |
| 25 mai 2017 26 mai 2017 | Londres           | Royaume-Uni      | O2 Arena           | Attentat terroriste du 22 mai 2017 |
| 28 mai 2017             | Anvers            | Belgique         | Palais des sports  | Attentat terroriste du 22 mai 2017 |
| 31 mai 2017             | Łódź              | Pologne          | Atlas Arena        | Attentat terroriste du 22 mai 2017 |
| 1er juin 2017           | Łódź              | Pologne          | Atlas Arena        | Attentat terroriste du 22 mai 2017 |
| 3 juin 2017             | Francfort         | Allemagne        | Festhalle          | Attentat terroriste du 22 mai 2017 |
| 5 juin 2017             | Zurich            | Suisse           | Hallenstadion      | Attentat terroriste du 22 mai 2017 |
| 18 juillet 2017         | Monterrey         | Mexique          | Arena Monterrey    | Inondation de la salle de concert  |
| 19 juillet 2017         | Monterrey         | Mexique          | Arena Monterrey    | Inondation de la salle de concert  |
| 23 août 2017            | Hô Chi Minh-Ville | Viêt Nam         | Quan Khu 7 Stadium | Problèmes de santé                 |